# 斯洛伐克電視台

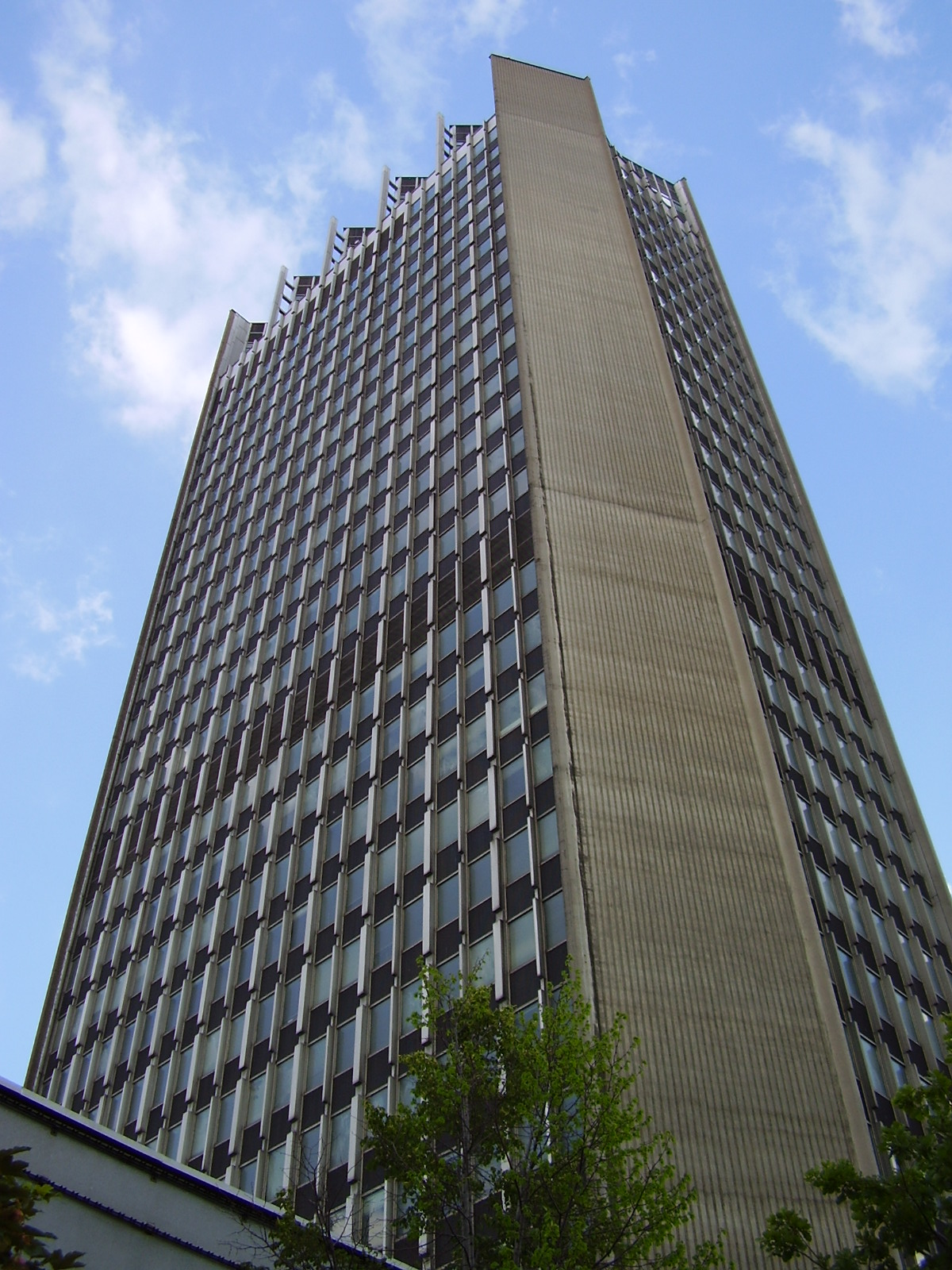

斯洛伐克電視台是斯洛伐克的國家電視台，成立於1993年1月1日，其前身是捷克斯洛伐克電視台。斯洛伐克電視台於2011年與斯洛伐克廣播電台一同併入斯洛伐克廣播電視台。

## 外部連結
- Slovenská Televízia （页面存档备份，存于）